# Boerhavia alata
Boerhavia alata är en underblomsväxtart som beskrevs av Sereno Watson. Boerhavia alata ingår i släktet Boerhavia och familjen underblomsväxter. Inga underarter finns listade i Catalogue of Life.